# 田豫
田豫（？—？），字國讓，幽州漁陽郡雍奴縣（今天津市武清區東北）人，三國時期曹魏名將。官至護匈奴中郎將、振威將軍、領并州刺史，一生大部分時間都在地方任職，尤其以鎮撫北方外族之功績聞名。年過七十就自以年老居位有罪而堅持退休，其一生奉行儉素不收別人送的財寶之事都為人所稱。

## 生平

### 早年經歷
田豫年輕時託身於當時投靠公孫瓚的劉備，而劉備亦很欣賞他。待初平四年（193年）劉備獲陶謙表為豫州刺史時，田豫卻因為母親年老而自請北還，劉備流淚送別，並說：“只恨不能與君一起建立大業。”
北歸後，公孫瓚讓田豫守束州令，時公孫瓚與袁紹相爭，公孫瓚部將王門改投袁紹並為對方率領一萬餘人攻束州。正在眾人恐懼並打算投降之時，田豫登上城牆對王門說：「你受公孫瓚厚待卻離開他，還以為是有逼不得已的原由；但如今你回來做逆賊，才知你是叛逆作亂的人。即使智慧淺薄如打水的人也知道要守著自己的水瓶不借給人，我既然接受了束州縣城的委託，你還不快點攻城？」王門就慚愧地退走了。田豫雖為公孫瓚守住了束州，公孫瓚亦知田豫有謀略，但卻沒有重用他。

### 所在有治
建安四年（199年），公孫瓚於易京之戰兵敗自焚而死，與田豫交好的鮮于輔獲眾人推舉為主，代替公孫瓚行其太守事，鮮于輔就任命田豫為自己的長史。面對當時群雄林立，鮮于輔不知應該依靠誰，然而田豫就認為能平定天下的必然是曹操，勸鮮于輔及早附曹。鮮于輔照做，得曹操封賞和寵待，而田豫入曹後亦當上丞相軍謀掾，後歷任潁陰令、朗陵令及弋陽太守，在三地都有治績。
建安二十三年（218年）四月，代郡及上谷郡烏桓無臣氐等三單于反叛，曹操命兒子鄢陵侯曹彰征討，曹彰以田豫為代相。曹彰領兵至易水北岸時烏桓埋伏的數千騎兵突然出現，當時大軍仍未集結，曹彰身邊只有一千步卒及數百騎兵。田豫就在大軍一片慌亂之時依著地形而指令戰車結成圓陣，陣內置弓手，士兵就填塞陣間空隙，烏桓兵無法攻破之下散走，曹彰就乘機追擊，直破代郡。
田豫後來遷任南陽太守，當地早前才平定了侯音叛亂，前任太守收捕了侯音黨眾共五百多人，並表奏要處死他們。田豫上任後就去見這些恐囚並安撫勸喻他們，更立即釋放他們，命他們改過自新。一眾人都叩頭陳謝並自願為田豫效命，回去後告知在逃餘黨後終令餘黨都盡散，南陽郡復歸安寧。曹操接到田豫報告後亦對其做法稱善。

### 名震北疆
魏文帝黃初二年（221年），因應北方的游牧民族強盛，侵擾邊塞，田豫獲授持節、護烏桓校尉，牽招、解儁同為護鮮卑校尉。當時東起高柳，西至濊貊之間計有數十個鮮卑部落，並由軻比能、彌加、素利各劃地盤統領，並共同立誓不准賣馬予中原漢人。田豫認為胡人聯合起來，對曹魏不利，於是先挑撥離間讓他們互相仇視攻殺，再從中媾和。黄初五年（224年），素利違反盟賣了一千匹馬給官署，因而遭到軻比能的攻擊，素利向田豫求救。田豫擔心這樣下去任由各勢力互相兼併會造成更大的危害，決定出兵插手，以向外族們樹立信實可靠的形象。田豫帶著精兵深入胡人地區，軻比能就派了部將瑣奴抵抗，當時數量佔優的胡兵在田豫軍前後鈔掠，並截斷其退兵之路。田豫遂繼續進軍，在離敵方數十里處結營並將牛馬糞便堆起燃燒，然後取別道離去。敵方一直看見煙火就以為田豫還在那裏，走了數十里才發現被騙，追田豫到馬城時圍困了他十重，田豫命司馬立起旌旗，命鼓吹奏樂，讓兵眾嚴整地從馬城南門步出。就在胡軍都將注意力集中於南門部隊時，田豫就帶領精銳部隊自北門出，作兩面進攻，出其不意，終大破胡兵，追擊二十多里，死屍遍地。及後田豫又借出塞巡視的機會帶著數百騎兵到凶悍狡黠而不恭川的烏丸王骨進部中，並藉骨進來拜的機會命人斬殺骨進，並向骨進部眾宣揚骨進之眾，眾人皆被震懾之下田豫就讓骨進之弟拉替烏丸王位。田豫因而威震沙漠，讓胡人恐懼。

### 馬邑之圍
之前田豫戰勝軻比能部隊，卻令軻比能暗懷異心，更寫書給輔國將軍鮮于輔陳情，而曹丕聞訊就又派田豫去招納安慰。太和二年（228年），田豫派遣使者夏舍到軻比能女婿鬱築鞬部落，夏舍卻被鬱築鞬殺害。秋天，田豫統率西部鮮卑蒲頭、泄歸泥出塞討伐鬱築鞬，大獲全勝。田豫率兵返回到馬邑城時，軻比能率兵三萬，把田豫圍困七天。田豫被困馬邑城的消息迅速傳至洛陽，魏明帝曹叡問計於中書令孫資，孫資獻計道：「上谷太守閻志是閻柔的弟弟，而閻柔是軻比能的好友，非常受軻比能信任，如果讓他寫信給軻比能勸其收兵，可不勞興師動眾解圍。」明帝聽從，遂命閻志前往解圍。閻志親自馳入軻比能軍中，曉以利害。此前，田豫向牽招求救，牽招整兵待發，但并州官吏根據通例禁止牽招出兵。牽招認為持節的大將被包圍，情況危急，不能再拘泥所謂吏議而見死不救。於是上表朝廷，隨即出發。又發佈羽檄，縱論形勢，稱西上直取軻比能老巢，然後向東進軍，與田豫合殲餘賊。羽檄發佈後，田豫的軍隊躍躍欲試。又向鮮卑軍要塞發佈檄文，鮮卑軍頓感恐懼，紛紛離散，大軍攻到平城，鮮卑軍崩潰即逃。軻比能又雲集騎兵来到平州塞北。牽招秘密行軍突襲，牽招潛行征討，大敗其軍。

### 突襲周賀
田豫任護烏桓校尉共計九年，除了以上對胡人的戰事外也誘使了素利部鮮卑消滅了聚數千人肆虐幽冀兩州的山賊高艾，遂獲封長樂亭侯。任內他亦一直壓抑胡人間兼併行為，瓦解強大而狡猾的胡人力量，但凡出現一些為胡人出謀劃策對抗官府的亡命之徒，田豫都會離間他們與胡人的關係，令其計劃無法實行。可是幽州刺史王雄的黨羽卻因為想讓王雄兼領護烏桓校尉，不惜誣陷田豫擾亂邊境，為國家添亂，令田豫改任汝南太守，加官為殄夷將軍。
太和六年（232年），魏明帝以遼東太守公孫淵多次與東吳通訊，陰懷異心，不顧蔣濟的反對而要討伐他，經中領軍楊暨的推薦而命田豫以本官假節督青州諸軍循海道，聯同幽州刺史王雄兩路並進攻擊公孫淵。當時田豫正好遇上東吳使者周賀出使公孫淵，而明帝又下令田豫罷兵，田豫遂預計周賀南返時必會遇上猛風大浪而到成山避風，遂命各軍到諸島防守等待，自己亦親自到成山。周賀果然遇風，船隻都觸島擱淺，吳兵飄到岸邊無處可躲，皆被俘虜。田豫守島待敵的策略其實最初是遭其他將領所譏笑，但至此時他們卻想沾功，求到海中檢取吳軍擱淺沉沒的船，但田豫怕船中還有殘餘的吳兵殊死作戰而拒絕。而田豫以汝南太守、督青州諸軍事亦招來青州刺史程喜不滿，在作戰期間多有不合作之處，又密報中傷田豫放任士兵自取金銀財寶而不沒收入官府，讓喜歡明珠的明帝有所不滿，褒賞都被抹去不論。

### 合肥退吳
青龙二年（234年）六月，孙权發動第四次合肥之戰，聲稱領十萬大軍攻向合肥。田豫向打算領兵救援的滿寵说：「敵人出盡全力前來，並非只為小小利益，他們是想用合肥新城引誘大軍前來。現在應該任由他們攻城，以挫他們銳氣，而非和他們爭鋒。城攻不下，軍心就會渙散，這時才進攻就可大勝。敵軍見到這樣就肯定放棄攻城而撤退。現在進軍則正中其下懷，況且大軍去向應該讓人難以預知，不應自我設限。」田豫同時也將意見上報明帝，明帝亦同意。及後明帝領中軍親自抵禦孫權，命合肥等鎮堅守，孫權聞訊就撤兵。後來又有吳軍來攻，田豫領兵抵抗逼退吳軍，但接著軍中夜驚，有人聲稱吳軍又來了，田豫卻故意不起身，更下令稱輕舉妄動者斬，最終都發現根本沒有吳軍前來。

### 情安钟漏
景初末年，田豫獲增食邑三百戶，增邑至五百戶。正始初年，田豫升任使持節、護匈奴中郎將，加官振威將軍，領并州刺史。胡人聽聞他的威名都相繼前來獻上禮品，其任內州境安寧，百姓都感安心。田豫後來獲徵召入朝擔任衛尉，但他卻多次要求退任，時任太傅的司馬懿認為他仍然很壯健而沒有允許，田豫卻說：「年過七十而仍然佔著位置，就如夜半鐘聲已響，計時水漏已盡但都仍然繼續夜行，就是罪人。」就堅稱自己病重求退。田豫最終都獲改拜太中大夫。田豫在八十二歲時去世。由其子田彭祖繼承了他的爵位。

## 性格特徵
- 田豫為人清儉簡約，每獲賞賜都分派給將士們，而每次有胡人送禮品給他他都會一一記錄並付諸府庫，不會私藏。有載素利等胡人曾多次見田豫，屢次送來牛馬牲畜都被田豫交予官府，胡人都以為這是因為這物品送來時都被人看見田豫才不自己收下，就是有胡人就藏著三十斤黃金去見他，並特意讓田豫使開身邊人才送給他。田豫當下就收了，但待胡人離去後又將黃金悉數交到府庫中，並將事件報告。朝廷遂下詔褒揚田豫，並賜他五百匹絹布。田豫又將絹布一半交予小府，而待送黃金的胡人再來後就將另一半送給他。因為他這樣的性格，即使連胡人都欣賞他的節操，但其家就一直很貧困。[19]

## 易混人物
《孙资别传》记载，孙资被同乡司空掾田豫妒害，杨丰也依附田豫陷害孙资，孙资却不怀恨，田豫于是请求和孙资和解，结亲，最后将女儿嫁给孙资的儿子孙宏。孙资官至中书令时，田豫老病在家，孙资待他很好，还提携他的儿子为孝廉。
但孙资是太原中都人，田豫是渔阳雍奴人，并非同乡，田豫担任的也是丞相军谋掾而非司空掾，故此田豫是太原郡同名同姓者。

## 子女
- 田彭祖，田豫之子，繼嗣長樂亭侯。

## 三國演義
僅在第一百零三回的234年合肥之戰出場一次。

## 評價
- 陳壽：「田豫居身清白，规略明练。牽招秉義壯烈，威績顯著。……而豫位止小州，招終於郡守，未盡其用也。」
- 刘备：「恨不与君共成大事也。」
- 曹芳：「故司空徐邈、征东将军胡质、卫尉田豫皆服职前朝，历事四世，出统戎马，入赞庶政，忠清在公，忧国忘私，不营产业，身没之后，家无馀财，朕甚嘉之。」[21]
- 李重：「近自魏朝名守杜畿、满宠、田豫、胡质等，居郡或十余年，或二十年，或秩中二千石假节，犹不去郡，或还不易方，此亦古人苟善其事，虽没世不徙官之义也。」[22]
- 李世民：「冯异崇让，功披荆棘。田豫知止，情安钟漏。前史称其高致，昔贤以为美谈。」[23]
- 解缙：「暴寇之来，必虑其强。善守勿应，若李广、田豫类此。」[24]
- 王歆：「谁谓刘备不遇俊才，惜田豫遇而不能得用也。英雄得势，亦须得时，君臣相知，良有缘也。豫之名，不传于民间，而按其史迹，御伍之才，用兵之能，可与满宠、郭淮等比类，陈寿将之并传，宜也。」[25]

## 延伸阅读
[在维基数据编辑]
 《三國志/卷26》，出自陳壽《三國志》